# هيتوشي تاكاجي
هيتوشي تاكاجي (باليابانية: 高木均) هو ممثل ياباني، ولد في 26 فبراير 1925 في اليابان، وتوفي في 11 فبراير 2004.

## أعمال

### أفلام
- (1971) حيوانات جزيرة الكنز
- (1988) جاري توتورو
- (1994) الثنائي الخطير! المحاربون الخارقون لا يستريحون
- الماسة الزرقاء

### مسلسلات
- الماسة الزرقاء

## وصلات خارجية
- هيتوشي تاكاجي على موقع IMDb (الإنجليزية)
- هيتوشي تاكاجي على موقع ألو سيني (الفرنسية)
- هيتوشي تاكاجي على موقع أول موفي (الإنجليزية)
- هيتوشي تاكاجي على موقع قاعدة بيانات الأفلام السويدية (السويدية)
- هيتوشي تاكاجي على موقع قاعدة بيانات الفيلم (الإنجليزية)
- هيتوشي تاكاجي على موقع كينوبويسك (الروسية)
- هيتوشي تاكاجي على موقع ANN person (الإنجليزية)